# Altopedaliodes nebris
Altopedaliodes nebris är en fjärilsart som beskrevs av Otto Thieme 1905. Altopedaliodes nebris ingår i släktet Altopedaliodes och familjen praktfjärilar. Inga underarter finns listade i Catalogue of Life.